# 参合陂の戦い
参合陂の戦い（さんごうはのたたかい）は、中国の南北朝時代に参合陂（現在の山西省大同市陽高県の北東）において起こった北魏軍と後燕軍の間の戦いである。

## 経緯
395年7月、後燕の慕容垂は太子慕容宝を元帥とし、遼西王慕容農と趙王慕容麟を副元帥として、8万の兵を率いて北魏に侵攻させた。あわせて范陽王慕容徳と陳留王慕容紹に1万8千の部隊を預けて呼応して侵攻させた。8月、北魏の拓跋珪は黄河の南に兵を駐屯させた。9月、拓跋珪は臨河に進軍した。後燕の慕容宝は船で兵を渡河させようとしたが、暴風のため船数十艘が漂流した。魏軍は後燕の兵士300人あまりを捕らえたが、すべて釈放した。
慕容宝は病床にある父慕容垂のことを心配していた。拓跋珪が後燕の使者を捕らえて、慕容宝らが慕容垂の動静を聞いていないことを知ると、「もしも父がすでに死んでいたなら、何と帰るに遅いことか」と伝えさせた。慕容宝らは憂苦に沈み、燕軍の士気は動揺した。
拓跋珪は陳留公拓跋虔に黄河の東に駐屯させ、東平公拓跋儀に黄河の北に駐屯させ、略陽公拓跋遵に燕軍の南を扼させた。後秦の姚興が楊仏嵩を派遣して魏軍を救援させた。後燕の術士靳安が燕軍の敗北を予期して撤退を勧めたが、慕容宝は聞き入れなかった。
燕軍と魏軍の対峙は長期にわたった。後燕の趙王慕容麟の部将の慕輿嵩らが慕容麟の擁立を図って、計画が漏れ、慕輿嵩らは処刑された。慕容宝と慕容麟らは味方同士で疑いあった。11月、黄河が氷結した。拓跋珪は兵を率いて黄河を渡り、輜重を置いて精鋭2万騎あまりで燕軍に迫った。燕軍は油断して、備えを怠っていた。魏軍は昼夜兼行で進み、夕暮れに参合陂の西に出た。燕軍は参合陂の東にあり、蟠羊山の南の水上に陣営を構えていた。拓跋珪は夜間に諸将を分かち、馬の口にハミを噛ませて音を立てないようひそかに進軍した。翌朝、魏軍は蟠羊山に登って、燕軍の陣営めざして攻め下った。燕軍は大混乱して溺死者が万を数えた。北魏の略陽公拓跋遵が燕軍の前を遮り、燕軍の兵4、5万人が武器を捨てて捕虜となり、逃亡に成功した者は数千人に過ぎなかった。慕容宝は単騎で逃走した。後燕の陳留王慕容紹は戦死し、魯陽王慕容倭奴・桂林王慕容道成・済陰公慕容尹国らが捕虜となった。
拓跋珪は後燕の代郡太守賈閏や昌黎郡太守賈彝、太史郎晁崇らを任用したほかは、中部大人王建の進言を容れてことごとく穴埋めにした。12月、拓跋珪は盛楽に帰還した。